# Man'yōgana
Man'yōgana (万葉仮名?) este un sistem de scriere antic care folosește caractere chinezești pentru a reprezenta limba japoneză. Data celei mai timpurii folosiri al acestui tip de kana nu este clară, dar era în circulație cel puțin de la jumătatea secolului al șaptelea. Denumirea „man'yōgana” se poate traduce prin „scrierea celor zece mii de frunze”, și provine din Man'yōshū (万葉集, „Antologia celor zece mii de frunze”), o antologie a poeziei japoneze din perioada Nara scrisă în acest mod.

## Origine
Un posibil cel mai vechi exemplu de scriere man'yōgana este sabia Inariyama de fier, care a fost excavată la Inariyama Kofun în 1968. În 1978, analiza cu raze X a scos la iveală o inscripție încrustată cu aur constând din mai mult de 115 caractere chinezești iar acest text, scris în chineză, includea nume personale japoneze care se presupune că erau scrise fonetic. Se presupune că această sabie a fost făcută în anul 辛亥年 (471 e.n. după teoriile larg acceptate), iar analiza ruginii de pe sabie implică faptul că metalul folosit se poate să fi fost rafinat din magnetit găsit în regiunea de est a Chinei, importat în Japonia, și folosit pentru forjarea sabiei acolo. Există posibilitatea ca inscripția de pe sabia Inariyama să fie scrisă într-o versiune a limbii chineze folosită de unii coreeni din antichitate.

## Principii
Scrierea man'yōgana folosește caractere kanji pentru rolul lor fonetic mai degrabă decât pentru cel semantic, cu alte cuvinte, sunt folosite pentru pronunția lor și nu pentru sensul lor. Nu exista un sistem standard pentru alegerea ideogramelor kanji; ideograme diferite puteau reprezenta același sunet, alegerea era la voia scriitorului. Până la sfârșitul secolului opt, 970 de kanji erau în circulație pentru reprezentarea celor 90 de more ale japonezei.  De exemplu, poemul Man'yōshū cu numărul 17/4025 era scris după cum urmează:
| Man'yōgana | 之乎路可良 | 多太古要久礼婆 | 波久比能海   | 安佐奈藝思多理 | 船梶母我毛     |
| Katakana   | シヲヂカラ | タダコエクレバ | ハクヒノウミ | アサナギシタリ | フネカヂモガモ |
| Modern     | 志雄路から | ただ越え来れば | 羽咋の海     | 朝凪したり     | 船梶もがも     |
| Romanizat  | Shiojikara | Tadakoekureba  | Hakuhinoumi  | Asanagishitari | Funekajimogamo |

Sunetele mo (母, 毛) și shi (之, 思) sunt scrise cu caractere multiple. În timp ce toate particulele și majoritatea cuvintelor sunt reprezentate fonetic (多太 tada, 安佐 asa), cuvintele umi (海) și funekaji (船梶) sunt redate semantic.
În unele cazuri, anumite silabe din anumite cuvinte sunt reprezentate în mod consistent de anumite caractere. Acestă uzanță este cunoscută ca Jōdai Tokushu Kanazukai. I-a deteminat pe lingviștii istorici să concluzioneze că anumite sunete din japoneza veche, reprezentate de seturi diferite de caractere man'yōgana, s-ar putea să se fi contopit între timp.

## Tipuri
În man'yōgana, caracterele kanji sunt distribuite sunetelor într-un număr de modalități diferite, dintre care unele sunt fără complicații, altele mai puțin.
Shakuon kana (借音仮名) sunt bazate pe citirea sino-japoneză on'yomi, în care un singur caracter reprezintă fie o singură moră fie două.
| More | 1 caracter, complet             | 1 caracter, parțial             |
| ---- | ------------------------------- | ------------------------------- |
| 1    | 以 (い), 呂 (ろ), 波 (は)       | 安 (あ), 楽 (ら), 天 (て)       |
| 2    | 信 (しな), 覧 (らむ), 相 (さが) | 信 (しな), 覧 (らむ), 相 (さが) |

Shakkun kana (借訓仮名) sunt bazate pe citirea nativă kun'yomi, unul până la trei caractere reprezentând una până la trei more.
| More | 1 caracter, complet                   | 1 caracter, parțial                   | 2 caractere                                           | 3 caractere                  |
| ---- | ------------------------------------- | ------------------------------------- | ----------------------------------------------------- | ---------------------------- |
| 1    | 女 (め), 毛 (け), 蚊 (か)             | 石 (し), 跡 (と), 市 (ち)             | 嗚呼 (あ), 五十 (い), 可愛 (え), 二二 (し), 蜂音 (ぶ) |                              |
| 2    | 蟻 (あり), 巻 (まく), 鴨 (かも)       | 蟻 (あり), 巻 (まく), 鴨 (かも)       |                                                       | 八十一 (くく), 神楽声 (ささ) |
| 3    | 慍 (いかり), 下 (おろし), 炊 (かしき) | 慍 (いかり), 下 (おろし), 炊 (かしき) |                                                       |                              |

|    | –                | K                  | S                                                          | T                    | N                            | F                                        | M                            | Y                    | R              | W                          | G                  | Z                        | D                    | B              |
| a  | 阿安英足         | 可何加架香蚊迦     | 左佐沙作者柴紗草散                                         | 太多他丹駄田手立     | 那男奈南寧難七名魚菜         | 八方芳房半伴倍泊波婆破薄播幡羽早者速葉歯 | 万末馬麻摩磨満前真間鬼       | 也移夜楊耶野八矢屋   | 良浪郎楽羅等   | 和丸輪                     | 我何賀             | 社射謝耶奢装蔵           | 陀太大嚢             | 伐婆磨魔       |
| i1 | 伊怡以異已移射五 | 支伎岐企棄寸吉杵來 | 子之芝水四司詞斯志思信偲寺侍時歌詩師紫新旨指次此死事准磯為 | 知智陳千乳血茅       | 二人日仁爾迩尼耳柔丹荷似煮煎 | 比必卑賓日氷飯負嬪臂避臂匱               | 民彌美三水見視御             |                      | 里理利梨隣入煎 | 位為謂井猪藍               | 伎祇芸岐儀蟻       | 自士仕司時尽慈耳餌児弐爾 | 遅治地恥尼泥         | 婢鼻弥         |
| i2 | 伊怡以異已移射五 | 貴紀記奇寄忌幾木城 | 子之芝水四司詞斯志思信偲寺侍時歌詩師紫新旨指次此死事准磯為 | 知智陳千乳血茅       | 二人日仁爾迩尼耳柔丹荷似煮煎 | 非悲斐火肥飛樋干乾彼被秘                 | 未味尾微身実箕               | 疑宜義擬             | 里理利梨隣入煎 | 位為謂井猪藍               | 備肥飛乾眉媚       | 自士仕司時尽慈耳餌児弐爾 | 遅治地恥尼泥         |                |
| u  | 宇羽于有卯烏得   | 久九口丘苦鳩来     | 寸須周酒州洲珠数酢栖渚                                     | 都豆通追川津         | 奴努怒農濃沼宿               | 不否布負部敷経歴                         | 牟武無模務謀六               | 由喩遊湯             | 留流類         |                            | 具遇隅求愚虞       | 受授殊儒                 | 豆頭弩               | 夫扶府文柔歩部 |
| e1 | 衣依愛榎         | 祁家計係價結鶏     | 世西斉勢施背脊迫瀬                                         | 堤天帝底手代直       | 禰尼泥年根宿                 | 平反返弁弊陛遍覇部辺重隔                 | 売馬面女                     | 曳延要遥叡兄江吉枝衣 | 礼列例烈連     | 廻恵面咲                   | 下牙雅夏           | 是湍                     | 代田泥庭伝殿而涅提弟 | 弁便別部       |
| e2 | 衣依愛榎         | 気既毛飼消         | 世西斉勢施背脊迫瀬                                         | 堤天帝底手代直       | 禰尼泥年根宿                 | 閉倍陪拝戸経                             | 梅米迷昧目眼海               | 曳延要遥叡兄江吉枝衣 | 礼列例烈連     | 廻恵面咲                   | 義気宜礙削         | 是湍                     | 代田泥庭伝殿而涅提弟 | 倍毎           |
| o1 | 意憶於應         | 古姑枯故侯孤児粉   | 宗祖素蘇十                                                 | 刀土斗度戸利速       | 努怒野                       | 凡方抱朋倍保宝富百帆穂                   | 毛畝蒙木問聞                 | 用容欲夜             | 路漏           | 乎呼遠鳥怨越少小尾麻男緒雄 | 吾呉胡娯後籠児悟誤 | 俗                       | 土度渡奴怒           | 煩菩番蕃       |
| o2 | 意憶於應         | 己巨去居忌許虚興木 | 所則曾僧増憎衣背苑                                         | 止等登澄得騰十鳥常跡 | 乃能笑荷                     | 凡方抱朋倍保宝富百帆穂                   | 方面忘母文茂記勿物望門喪裳藻 | 与余四世代吉         | 呂侶           | 乎呼遠鳥怨越少小尾麻男緒雄 | 其期碁語御馭凝     | 序叙賊存茹鋤             | 特藤騰等耐抒杼       | 煩菩番蕃       |

## Dezvoltare
Caracterele kanji care erau folosite în scrierea man'yōgana, în cele din urmă au dat naștere silabarelor hiragana și katakana. Caracterele hiragana s-au dezvoltat din caracterele man'yōgana scrise în foarte cursivul stil sōsho; Caracterele katakana sunt bazate pe man'yōgana, fiind dezvoltate de către călugării budiști ca o prescurtare. În unele cazuri, un caracter man'yōgana pentru o anumită silabă a dat naștere echivalentului hiragana curent iar altul a dat naștere echivalentului katakana. De exemplu, caracterul hiragana る (ru) este derivat din caracterul man'yōgana 留, caracterul katakana ル (ru) este derivat din cel man'yōgana 流.
Folosirea mai multor kanji a dus de asemenea la apariția hentaigana (変体仮名), forme alternative de caractere hiragana. Folosirea scrierii hentaigana a fost descurajată oficial în 1900.
Man'yōgana continuă să apară în unele nume regionale ale Japoniei actuale, în special în Kyūshū. Un fenomen similar scrierii man'yōgana, numit ateji (当て字), încă se mai manifestă, unde cuvintele (inclusiv cuvintele împrumutate) sunt scrise folosind caractere kanji cu valoarea lor fonetică, de exemplu: 倶楽部 (kurabu, club) sau 珈琲 (kōhii, transcriere a en. coffee, cafea).

Katakana cu echivalente man'yōgana (segmentele de man'yōgana adaptate la katakana sunt evidențiate cu roșu)

Dezvoltarea caracterelor hiragana din man'yōgana

|   | –  | K  | K  | S  | T  | T  | N  | H  | M  | Y  | R  | W  |
| - | -- | -- | -- | -- | -- | -- | -- | -- | -- | -- | -- | -- |
| a | 阿 | 加 | 加 | 散 | 多 | 多 | 奈 | 八 | 末 | 也 | 良 | 和 |
| a | ア | カ | カ | サ | タ | タ | ナ | ハ | マ | ヤ | ラ | ワ |
| i | 伊 | 機 | 幾 | 之 | 千 | 千 | 仁 | 比 | 三 |    | 利 | 井 |
| i | イ | キ | キ | シ | チ | チ | ニ | ヒ | ミ |    | リ | ヰ |
| u | 宇 | 久 | 久 | 須 | 州 | 川 | 奴 | 不 | 牟 | 由 | 流 |    |
| u | ウ | ク | ク | ス | ツ | ツ | ヌ | フ | ム | ユ | ル |    |
| e | 江 | 介 | 介 | 世 | 天 | 天 | 祢 | 部 | 女 |    | 礼 | 恵 |
| e | エ | ケ | ケ | セ | テ | テ | ネ | ヘ | メ |    | レ | ヱ |
| o | 於 | 己 | 己 | 曽 | 止 | 止 | 乃 | 保 | 毛 | 與 | 呂 | 乎 |
| o | オ | コ | コ | ソ | ト | ト | ノ | ホ | モ | ヨ | ロ | ヲ |
| – |    |    |    |    |    |    | 尓 |    |    |    |    |    |
| – |    |    |    |    |    | ン |    |    |    |    |    |    |

|   | –  | K  | K  | S  | T  | N  | H  | M  | Y  | R  | W  |
| - | -- | -- | -- | -- | -- | -- | -- | -- | -- | -- | -- |
| a | 安 | 加 | 加 | 左 | 太 | 奈 | 波 | 末 | 也 | 良 | 和 |
| a | あ | か | か | さ | た | な | は | ま | や | ら | わ |
| i | 以 | 機 | 幾 | 之 | 知 | 仁 | 比 | 美 |    | 利 | 為 |
| i | い | き | き | し | ち | に | ひ | み |    | り | ゐ |
| u | 宇 | 久 | 久 | 寸 | 川 | 奴 | 不 | 武 | 由 | 留 |    |
| u | う | く | く | す | つ | ぬ | ふ | む | ゆ | る |    |
| e | 衣 | 計 | 計 | 世 | 天 | 祢 | 部 | 女 |    | 礼 | 恵 |
| e | え | け | け | せ | て | ね | へ | め |    | れ | ゑ |
| o | 於 | 己 | 己 | 曽 | 止 | 乃 | 保 | 毛 | 与 | 呂 | 遠 |
| o | お | こ | こ | そ | と | の | ほ | も | よ | ろ | を |
| – |    |    |    |    |    | 无 |    |    |    |    |    |
| – |    |    |    |    | ん |    |    |    |    |    |    |